# The Take – Zwei Jahrzehnte in der Mafia
The Take – Zwei Jahrzehnte in der Mafia (Originaltitel: The Take) ist eine britische Mafiaminiserie aus dem Jahr 2009, die auf dem Roman The Take von Martina Cole basiert. Sie entstand unter der Regie von David Drury nach einem Drehbuch von Neil Biswas. In den Hauptrollen sind u. a. Tom Hardy, Shaun Evans und Brian Cox zu sehen.

## Handlung
Freddie Jackson wurde frisch aus dem Knast entlassen. Doch er denkt gar nicht daran, sein Leben als Verbrecher zu beenden. Hinter Gittern hat Freddie ein breites Netzwerk aus kriminellen Kontakten aufgebaut, das er jetzt nutzt, um gemeinsam mit seinem Cousin Jimmy ein kriminelles Imperium aufzubauen. Bald haben die beiden den Respekt und das Geld, von dem sie immer geträumt haben. Doch hinter all dem steckt Ozzy, ein legendärer Mafia-Pate, der das Schicksal von Freddie und Jimmy aus seiner Gefängniszelle heraus manipuliert. Und als Freddie immer öfter die Kontrolle über sich selbst verliert und damit das Geschäft und die Familie gefährdet, gerät die Situation außer Kontrolle.

## Produktion
Die Miniserie wurde in Dublin gedreht, spielt aber im Londoner East End.

### Synchronisation
Die deutschsprachige Synchronisation entstand durch Studio Hamburg Synchron.
| Rolle         | Darsteller/in    | Deutsche Synchronstimme |
| ------------- | ---------------- | ----------------------- |
| Freddie       | Tom Hardy        | Christian Stark         |
| Jimmy         | Shaun Evans      | Tim Knauer              |
| Maggie        | Charlotte Riley  | Jennifer Böttcher       |
| Jackie        | Kierston Wareing | Marion von Stengel      |
| Lena          | Margot Leicester | Isabella Grothe         |
| Ozzy          | Brian Cox        | Eberhard Haar           |
| Barkeeper     | Gary Murphy      | Volker Hanisch          |
| Freddie Sr.   | Nicholas Day     | Bernd Stephan           |
| Linda         | Deborah Wiseman  | Jannika Jira            |
| Patricia      | Sara Stewart     | Sabine Arnhold          |
| Sharon Daitry | Emma Pike        | Tina Eschmann           |
| Siddy         | David Schofield  | Stephan Benson          |

### Veröffentlichung
Die Serie wurde erstmals vom 15. Juni bis zum 1. Juli 2009 auf dem britischen Sender Sky One ausgestrahlt. Im deutschsprachigen Raum erschien sie am 25. Mai 2012 auf DVD und BluRay. Im englischsprachigen Raum erschien die Serie für den Heimkinomarkt am 28. August 2012.
In Deutschland erhielt The Take eine Freigabe „ab 16 Jahren“.

## Rezeption
In der IMDb erreichte der Film 7,7 von 10 möglichen Punkten. Die Filmzeitschrift Cinema urteilte, dass Tom Hardy der Figur des Freddie ein unberechenbares Leben einhauche und damit die Zuschauer durch seine viehische Performance sowohl faszinieren, als auch abschrecken würde. Das Lexikon des internationalen Films befand, dass das knorrige Sozialdrama sich eindrucksvoll über den gängigen TV-Standard heben würde. Tom Sutcliffe merkte auf Independent.com an, dass das Drehbuch der Serie einen kniffligen Balanceakt leisten müsse, um zu verhindern, dass die eine Hälfte der Zuschauer nicht aufgrund des widerlichen Charakters der Hauptfigur den Ausschalter drücke.
Die Miniserie wurde bei den Irish Film and Television Awards 2010 in den Kategorien „Best Production Design“ und „Best Make Up & Hair“ nominiert. Gewinnen konnte sie in letzterer Kategorie. Tom Hardy wurde bei den RTS Television Awards als bester Darsteller nominiert, ebenso bei den britischen Crime Thriller Awards.